# Allosyncarpia ternata
Allosyncarpia es un género monotípico de plantas perteneciente a la familia Myrtaceae. Su única especie: Allosyncarpia ternata S.T.Blake Austrobaileya 1: 44 (1977) es originaria de  Territorio del Norte en Australia.

## Descripción
Ellos crecen de forma natural como grandes árboles de sombra, que solo se encuentran (endémica) en el Territorio del Norte de Australia. Crecen en arenisca en las gargantas a lo largo de los arroyos que salen de la Meseta de Tierra de Arnhem.

## Distribución y hábitat
El árbol domina las comunidades cerradas del bosque lluvioso a lo largo de la escarpaduras de piedra arenisca del occidente de la Meseta de Tierra de Arnhem. La distribución de la especie parece estar limitada a las zonas no sujetas a los incendios forestales.

## Ecología
Allosyncarpia domina la selva lluviosa y es una comunidad importante de vegetación a lo largo del límite florístico entre los parches de bosque monzónico que están protegidos de los incendios forestales , y las, tolerantes al fuego dominada por el eucalipto en las sabanas tropicales.

## Taxonomía
Allosyncarpia ternata fue descrita por  Stanley Thatcher Blake y publicado en Austrobaileya 1: 44. 1977.